# Reserva do Iguaçu
Reserva do Iguaçu là một đô thị thuộc bang Paraná, Brasil. Đô thị này có diện tích 834,232 km², dân số năm 2007 là 7383 người, mật độ 8,6 người/km².